# Roughton, Norfolk
Roughton är en ort och civil parish i Storbritannien.   Den ligger i grevskapet Norfolk och riksdelen England, i den sydöstra delen av landet, 180 km nordost om huvudstaden London. Roughton ligger 40 meter över havet och antalet invånare är 866.
Terrängen runt Roughton är platt. Havet är nära Roughton åt nordost. Runt Roughton är det ganska tätbefolkat, med 104 invånare per kvadratkilometer. Närmaste större samhälle är Cromer, 5,3 km norr om Roughton. Trakten runt Roughton består till största delen av jordbruksmark.